# Аутолај
Аутолај је у грчкој митологији био Аркадов син.

## Митологија
Био је незаконити син Аркада и мајка му није поменута и није позната. Паусанија је писао да је он пронашао малог Асклепија и одгајио га у Телпуси.